# Gunnar Stenius

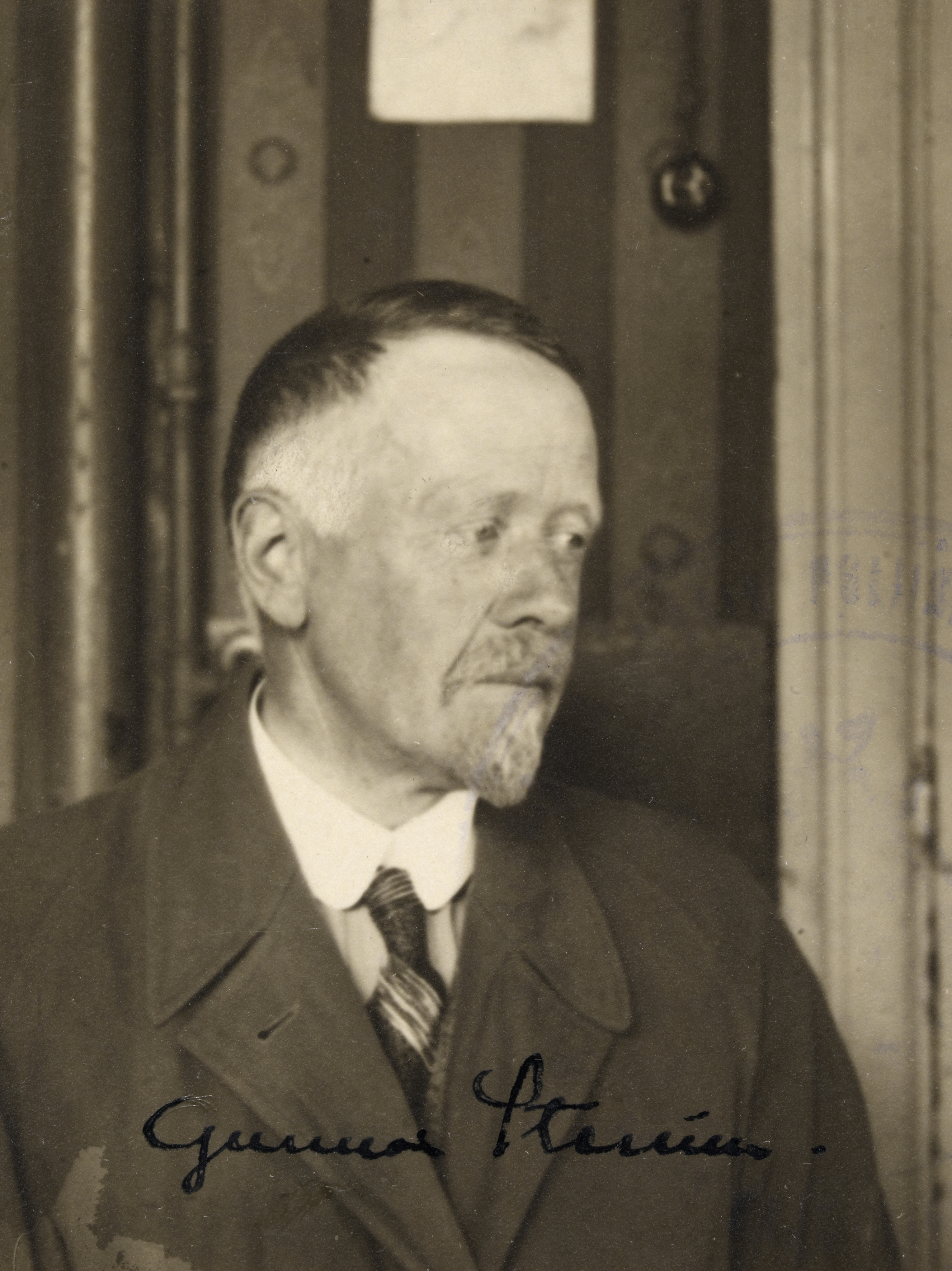
Gunnar Stenius.

Gunnar Stenius, född 5 mars 1877 i Helsingfors, död där 18 november 1965, var en finländsk arkitekt. Han var gift med Signe Lagerborg-Stenius samt far till sönerna Sten, Gunnar, Olof och Erik Stenius. 
Stenius var innehavare av en arkitektbyrå i Helsingfors, där han tillsammans med hustrun ritade flera stenhus i huvudstaden i en nyklassisk stil. Han arbetade även som ekonom vid Helsingfors universitet 1906–1946. Han var även entomolog med inriktning på skalbaggar; han var verksam som assistent i entomologi vid Helsingfors universitet från 1952 och utgav flera entomologiska arbeten.

### Uppslagsverk
- Stenius, Gunnar i Uppslagsverket Finland (webbupplaga, 2012). CC-BY-SA 4.0